# Mantidactylus eiselti
Mantidactylus eiselti és una espècie de granota de la família dels mantèl·lids endèmica de Madagascar.